# Higía (mitología)

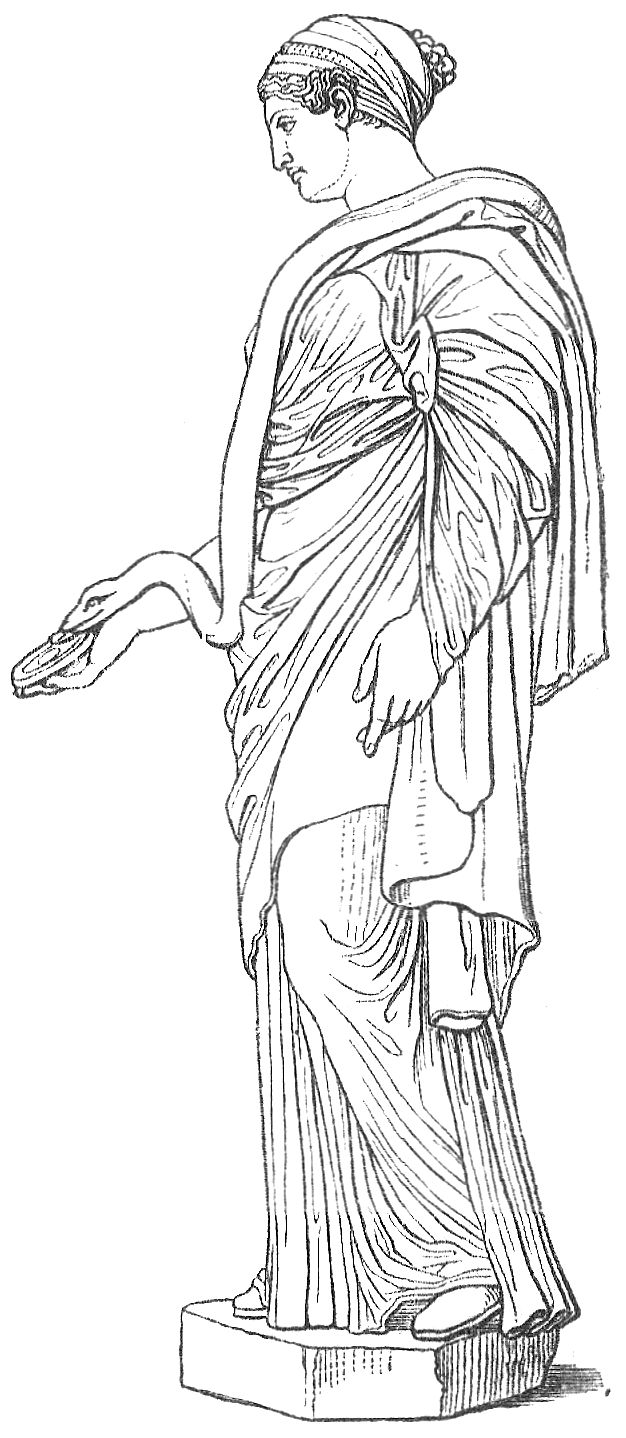
Higía.

En la mitología griega, Higía, Higiea o simplemente Salud (en griego antiguo: Ὑγίειᾰ, Hygíeia o Ὑγείᾱ, Hygeia), era la diosa de la «salud» (ὑγίεια) y que dio la voz española «higiene». Se trata de una diosa menor que pertenece al cortejo de Asclepio, dios de la medicina y curación, aunque Higía no aparece en ningún relato mitológico.  En la mitología romana su nombre fue adaptado como Higea (en latín: Hygēa o Hygīa), y, dependiendo del autor, se la asimilaba con las diosas Salus (la Salud), Sirona y Valetudo, deidades de naturaleza sanadora.  El asteroide Higía fue así llamado en su honor. En época contemporánea a Higía se la ha asociado con las farmacias y su símbolo principal es la copa de Higía.

## Cultos y representaciones
Aunque Higía había sido objeto de un culto local desde al menos el siglo VII a. C., no empezó a ser conocida fuera de este hasta que el oráculo de Delfos la reconoció tras las plagas que devastaron Atenas entre los años 429 y 427 a. C. y Roma en el 293 a. C. 
Generalmente se la adoraba en los mismos templos que a su padre, como en Argos, donde las dos divinidades tenían un célebre santuario,  en Atenas,  en Corinto,  en Gortina,  en Sición  y en Oropo.  En Roma había una estatua suya en el templo de la Concordia.
Pausanias señaló que en el asclepión de Titane en Sición (fundado por Alexanor, nieto de Asclepio) las estatuas de Higía se cubrían con cabellos de mujeres y prendas de vestir babilónicas. Según algunas inscripciones, estas mismas ofrendas eran realizadas en Paros.
Arifrón de Sición, un artista sicionio del siglo IV a. C., escribió un famoso himno en honor de Higía. Existe, también, un himno órfico dedicado a la diosa. Artistas como Escopas, Briaxis y Timoteo, entre otros, esculpieron estatuas de la diosa.
Se la solía representar como una mujer joven de pie, coronada con una rama de laurel, vestida con una túnica ligera y alimentando una gran serpiente enroscada en torno a su cuerpo que bebía de una copa que portaba Higía. A veces era acompañada por Telesforo, otro dios curativo asociado a Asclepio.

## Mitología griega
En la Suda se nos dice que Asclepio y Epíone fueron padres de cinco hijas: Higía, Egle, Yaso, Aceso y Panacea; todas ellas hacen referencia a la salud, curación y remedios, procesos de la curación médica.  Otros, en cambio, la creen consorte y no hija del propio Asclepio.  Y aún los órficos, reinterpretando su filiación, la imaginaron como hija de Eros y Peito.
 

El juramento hipocrático ensalza a los dioses principales a los que se encomienda un médico, entre ellos Apolo Médico, Asclepio, Higía y Panacea.   En la región de Oropo, entre el Ática y la tierra de Tanagra, existía un templo de Anfiarao, célebre por sus curaciones. Una de las partes del altar está consagrado a Afrodita, Panacea, Yaso, Higía y Atenea Peonia («Curadora»). Licimnio, haciéndose eco de la naturaleza benefactora de Higía, dice que ella es la reina del trono áureo de Apolo y que tiene una sonrisa amable. Esquilo opone la salud (hygeia) contra la enfermedad (nosos), aunque no en calidad de personificaciones.

El pentáculo "Hugieia" (: salud) era utilizado para enviar saludos entre los pitagóricos.

En uno de los himnos órficos se la ensalza: 
«Encantadora, amable, vivificadora, augusta, soberana, afortunada, salud, portadora de prosperidad, madre de todo, pues por tu influjo, les desaparecen a los mortales las enfermedades, y toda casa, gracias a ti, prospera llena de gozo, y las artes florecen. El mundo te añora, soberana, y el único que siempre te desdeña el Hades destructor de almas; perennemente joven, muy deseada, reposo de los mortales, porque sin ti todo carece de provecho para los humanos, pues ni se da la riqueza, dulce por las celebraciones festivas que conlleva, dispensadora, además, de felicidad, ni un varón, sin tu intervención, lo dominas y todo lo gobiernas. Ea, pues, diosa, preséntate siempre socorredora de tus iniciados y aparta la molestia fatal de las penosas enfermedades».

## Atenea Higía
Higía adquirió significado propio alrededor del siglo V a. C., pues hasta entonces era un epíteto más de Atenea. El culto en Atenas a la diosa Higía, data del siglo VII antes de Cristo. Su culto como diosa independiente es posterior y ocurrió cuando el oráculo de Delfos la incluyó como diosa tras la devastadora plaga de Atenas. Pausanias dice que en Diítrefes (Ática) hay una imagen de Higía y otra de Atenea con el sobrenombre de Higía («de la salud»).
Plutarco dice que los Propileos de la Acrópolis se construyeron en cinco años y fue su arquitecto Mnesicles. Una milagrosa casualidad, ocurrida a propósito de la construcción, descubrió que Atenea no se mantenía al margen, sino que estaba comprometida en la obra y colaboraba en su ejecución. En efecto, el artesano más activo y entusiasta resbaló y cayó desde arriba; quedó en un estado lamentable, desahuciado por los médicos. Estaba descorazonado Pericles cuando la diosa se le apareció en un sueño y le indicó un remedio con el que Pericles curó a aquel hombre rápida y fácilmente. Justo por ello erigió la estatua de bronce de Atenea Higía.

## En el helenismo moderno
En el helenismo religioso moderno, una de las maneras en que se implora la voluntad de la diosa para que retribuya la salud en las personas, es recitando un himno dedicado a ella y luego realizando una libación de vino rosado. En un himno a Higía reza:  
«¡Ven, oh bendecida Higía! Adorada y querida reina universal. Porque a través de ti desaparecen las enfermedades del hombre, y cada casa florece, llenándose de alegría y a través de ti, las artes también nacen. Lo que eres tu desea el mundo, ¡oh reina! La que siempre florece, a la que siempre se la honra, descanso de los mortales. Ven reina, Higía, porque si tu no estás todo es innecesario. Y salva de la enfermedad a tu suplicante (o a mi familia)».

## Galería

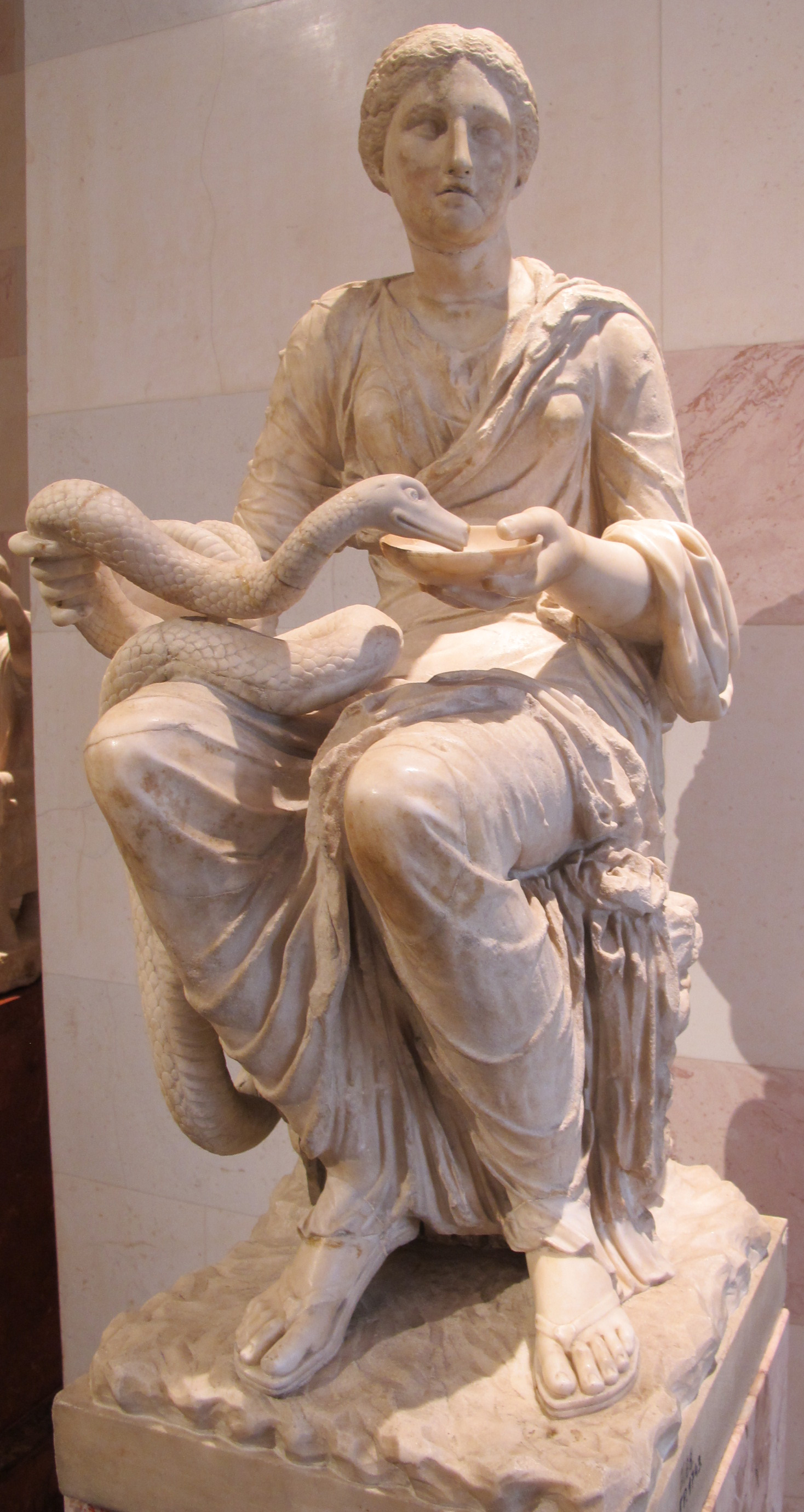
Higía, Copia romana de la originaria griega del siglo III ac